# Emmanuel Mbola
Emmanuel Mbola (Kabwe, 10 maggio 1993) è un calciatore zambiano, difensore del Nkana.

## Carriera

### Club
Ha iniziato a giocare nel Mining Rangers, squadra della seconda serie zambiana, collezionando 7 presenze con 1 gol, nello stesso anno è passato allo Zanaco FC, campione in carica della Premier League zambiana.
Nel 2009 è stato portato in Europa dagli armeni del Pyunik Yerevan. Nella sua prima stagione con la nuova squadra ha vinto il Campionato e la Coppa d'Armenia.
Ha giocato due partite nei preliminari di Champions League, contro la Dinamo Zagabria ed è diventato il primo calciatore zambiano a giocare in una competizione europea per club.
Nel 2010, dopo una trattativa complicata, è stato acquistato dai campioni d'Africa del Tout Puissant Mazembe per 200,000$.
Il 1º agosto 2010 ha esordito in CAF Champions League contro l'ES Sétif.
Precedentemente è stato in prestito al Porto.
A fine prestito il Tout Puissant Mazembe lo cede all'Hapoel Ra'anana per 500000 €

### Nazionale
Ha esordito con la Nazionale zambiana a 14 anni contro l'Angola.
Ha partecipato alla Coppa d'Africa 2010 ed è diventato il secondo giocatore più giovane ad esordire in questa competizione. Nel 2013 è stato convocato per disputare la Coppa delle Nazioni Africane che si terrà in Sudafrica.

## Palmarès

### Club

#### Competizioni nazionali
- Campionato armeno: 1

P'yownik: 2009
- Coppa d'Armenia: 1

P'yownik: 2009